# 斯洛博齊亞鄉 (久爾久縣)
43°52′N 25°54′E / 43.867°N 25.900°E
斯洛博齊亞鄉（羅馬尼亞語：Slobozia, Giurgiu），是羅馬尼亞的鄉份，位於該國南部，由久爾久縣負責管轄，面積33平方公里，海拔高度27米，2007年人口2,536，人口密度每平方公里76人。